# China op de Olympische Winterspelen 2010

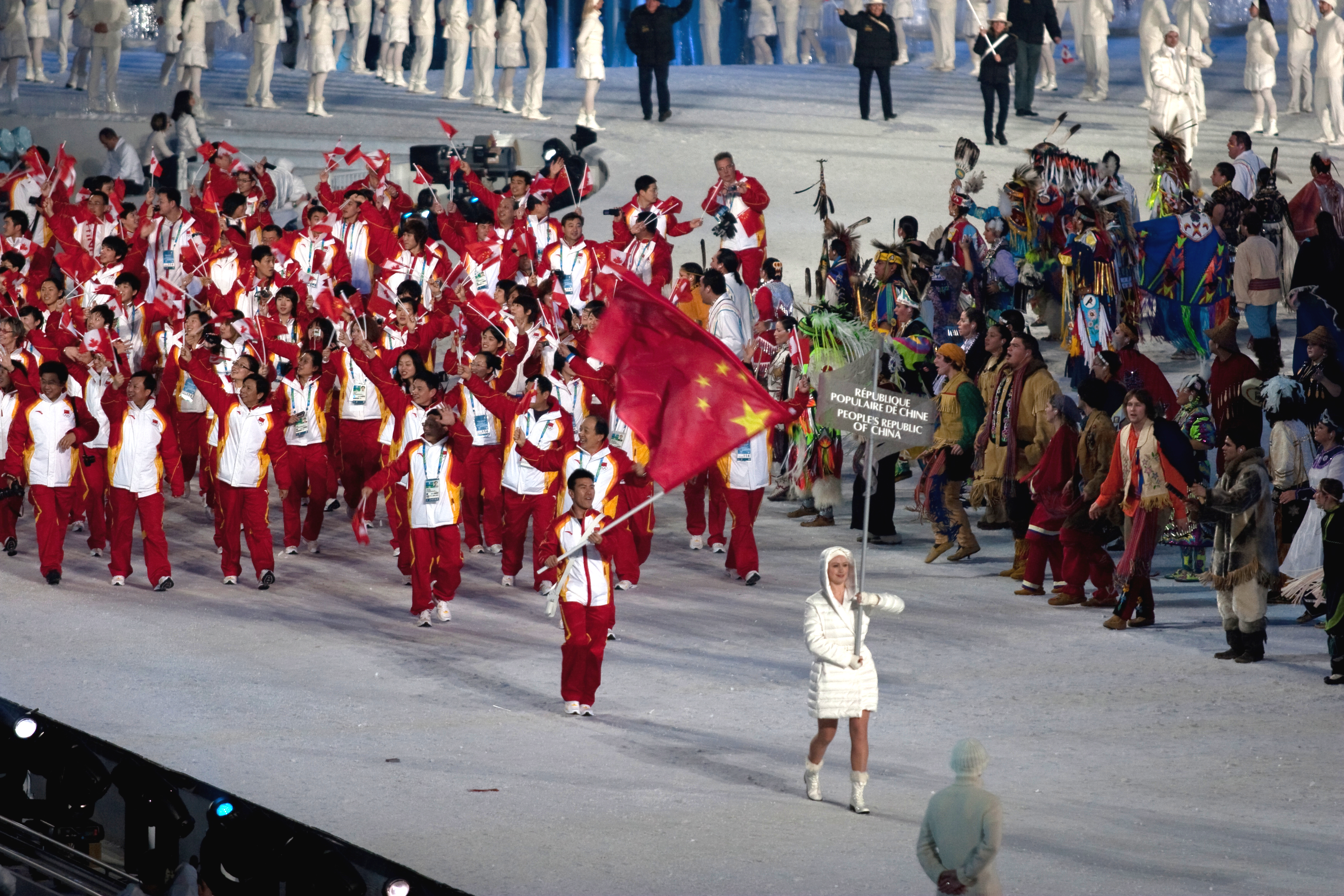
Het team van China bij de opening

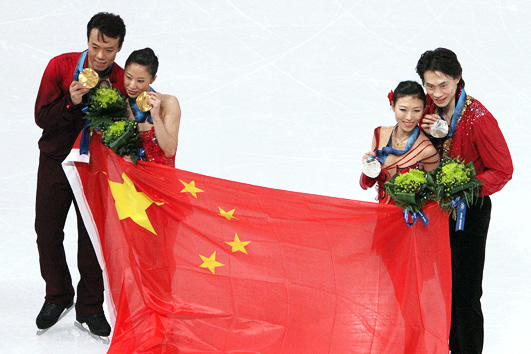
De Chinese kunstschaatsers Shen/Zhao (goud bij de paren) en Pang/Tong (zilver)

Tijdens de Olympische Winterspelen van 2010, die in Vancouver (Canada) werden gehouden, nam China voor de negende keer deel aan de Winterspelen.

## Medailleoverzicht
| Sport          | Olympiër                                              | Discipline           | Medaille |
| -------------- | ----------------------------------------------------- | -------------------- | -------- |
| Kunstschaatsen | Shen Xue Zhao Hongbo                                  | paren                | Goud     |
| Shorttrack     | Wang Meng                                             | 500 m (v)            | Goud     |
| Shorttrack     | Wang Meng                                             | 1000 m (v)           | Goud     |
| Shorttrack     | Zhou Yang                                             | 1500 m (v)           | Goud     |
| Shorttrack     | Sun Linlin Wang Meng Zhang Hui Zhou Yang              | 3000 m aflossing (v) | Goud     |
| Freestyleskiën | Li Nina                                               | aerials (v)          | Zilver   |
| Kunstschaatsen | Pang Qing Tong Jian                                   | paren                | Zilver   |
| Curling        | Wang Bingyu Liu Yin Yue Qingshuang Zhou Yan Liu Jinli | vrouwen              | Brons    |
| Freestyleskiën | Liu Zhongqing                                         | aerials (m)          | Brons    |
| Freestyleskiën | Guo Xinxin                                            | aerials (v)          | Brons    |
| Schaatsen      | Wang Beixing                                          | 500 m (v)            | Brons    |

## Deelnemers en resultaten
(m) = mannen, (v) = vrouwen 

### Alpineskiën
| Olympiër | Discipline       | Resultaat | Prestatie                          |
| -------- | ---------------- | --------- | ---------------------------------- |
| Li Lei   | reuzenslalom (m) | 75e       | 3.07,26 (+29,43) — 1.30,36+1.36,90 |
| Li Lei   | slalom (m)       | 43e       | 2.00,86 (+21,54) — 59,43+1.01,43   |
|          |                  |           |                                    |
| Xia Lina | reuzenslalom (v) | 59e       | 2.58,89 (+31,78) — 1.30,41+1.28,48 |
| Xia Lina | slalom (v)       | dnf-2     | opgave run 2 — 1.10,60+dnf         |

### Biatlon
| Olympiër                                             | Discipline                | Resultaat | Prestatie |
| ---------------------------------------------------- | ------------------------- | --------- | --- |
| Zhang Chengye                                        | 10 km sprint (m)          | 32e       | 26.19,9 (+2.12,1) pen.: 1 (0 + 1)                                                                            |
| Zhang Chengye                                        | 12,5 km achtervolging (m) | 35e       | 36.28,7 (+2.50,3) pen.: 5 (0 + 2 + 1 + 2)                                                                    |
| Zhang Chengye                                        | 20 km individueel (m)     | 19e       | 51.31,0 (+3.08,5) pen.: 3 (1 + 0 + 1 + 1)                                                                    |
|                                                      |                           |           | |
| Song Chaoqing                                        | 7,5 km sprint (v)         | 32e       | 21.38,2 (+1.42,6) pen.: 2 (1 + 1)                                                                            |
| Song Chaoqing                                        | 10 km achtervolging (v)   | 43e       | 34.46,6 (+4.30,6) pen.: 5 (1 + 2 + 0 + 2)                                                                    |
| Song Chaoqing                                        | 15 km individueel (v)     | 53e       | 46.30,3 (+5.37,5) pen.: 4 (1 + 1 + 0 + 2)                                                                    |
| Wang Chunli                                          | 7,5 km sprint (v)         | 50e       | 22.13,4 (+2.17,8) pen.: 3 (3 + 0)                                                                            |
| Wang Chunli                                          | 10 km achtervolging (v)   | 35e       | 34.01,8 (+3.45,8) pen.: 2 (0 + 0 + 0 + 2)                                                                    |
| Wang Chunli                                          | 15 km individueel (v)     | 33e       | 44.18,0 (+3.25,2) pen.: 3 (0 + 2 + 0 + 1)                                                                    |
| Liu Xianying                                         | 7,5 km sprint (v)         | 51e       | 22.14,6 (+2.19,0) pen.: 3 (1 + 2)                                                                            |
| Liu Xianying                                         | 10 km achtervolging (v)   | 30e       | 33.41,2 (+3.25,2) pen.: 2 (0 + 0 + 1 + 1)                                                                    |
| Liu Xianying                                         | 15 km individueel (v)     | 20e       | 43.16,2 (+2.23,4) pen.: 2 (1 + 0 + 0 + 1)                                                                    |
| Kong Yingchao                                        | 7,5 km sprint (v)         | 61e       | 22.30,9 (+2.35,3) pen.: 2 (1 + 1)                                                                            |
| Kong Yingchao                                        | 15 km individueel (v)     | 58e       | 46.46,2 (+5.53,4) pen.: 4 (0 + 2 + 1 + 1)                                                                    |
| Wang Chunli Liu Xianying Kong Yingchao Song Chaoqing | 4×6 km estafette (v)      | 9e        | 1:12.16,9 (+2.40,6) pen.:0 (0+2 0+6) 17.44,7 (0+1 0+2) 17.47,7 (0+1 0+1) 19.10,4 (0+0 0+3) 17.34,1 (0+0 0+0) |

### Curling
| Olympiër                                                    | Discipline | Resultaat | Prestatie |
| ----------------------------------------------------------- | ---------- | --------- | --- |
| Li Hongchen Liu Rui Wang Fengchun Xu Xiaoming Zang Jialiang | mannen     | 8e        | Groepsfase: 5- 6 Frankrijk 8- 1 Denemarken 5- 6 Zweden 5- 7 Noorwegen 4- 9 Groot-Brittannië 5- 9 Zwitserland 6- 7 Duitsland 11- 5 Verenigde Staten 3-10 Canada                                                 |
|                                                             |            |           | |
| Wang Bingyu Liu Yin Yue Qingshuang Zhou Yan Liu Jinli       | vrouwen    | Brons     | Groepsfase: 4- 5 Groot-Brittannië 8- 6 Zwitserland 9- 5 Japan 11- 1 Denemarken 4- 6 Zweden 9- 7 Duitsland 6- 5 Canada 4- 7 Rusland 6- 5 Verenigde Staten Halve finale: 4- 9 Zweden om Brons: 12- 6 Zwitserland |

### Freestyleskiën
| Olympiër      | Discipline  | Resultaat | Prestatie                                                                     |
| ------------- | ----------- | --------- | ----------------------------------------------------------------------------- |
| Qi Guangpu    | aerials (m) | 7e        | 234,85 ptn (115,38 + 119,47) kwalificatie: 10e - 230,28 ptn (108,60 + 121,68) |
| Han Xiaopeng  | aerials (m) | 21e       | kwalificatie: 21e - uitgeschakeld: 192,52 ptn (111,95 + 80,57)                |
| Liu Zhongqing | aerials (m) | Brons     | 242,53 ptn (119,91 + 122,62) kwalificatie: 11e - 229,67 ptn (124,78 + 104,89) |
| Jia Zongyang  | aerials (m) | 6e        | 237,57 ptn (119,47 + 118,10) kwalificatie: 1e - 242,52 ptn (120,80 + 121,72)  |
|               |             |           |                                                                               |
| Shuang Cheng  | aerials (v) | 7e        | 187,87 ptn (94,64 + 93,23) kwalificatie: 4e - 180,91 ptn (94,29 + 86,62)      |
| Nina Li       | aerials (v) | Zilver    | 207,23 ptn (99,40 + 107,83) kwalificatie: 2e - 192,10 ptn (97,11 + 94,99)     |
| Guo Xinxin    | aerials (v) | Brons     | 205,22 ptn (98,82 + 106,40) kwalificatie: 3e - 189,16 ptn (88,08 + 101,08)    |
| Mengtao Xu    | aerials (v) | 6e        | 191,61 ptn (108,74 + 82,87) kwalificatie: 8e - 168,55 ptn (92,74 + 75,81)     |

### IJshockey
| Olympiër | Discipline | Resultaat | Prestatie |
| --- | ---------- | --------- | --- |
| Han Danni (Qiqihar) Jia Dandan (Harbin) Shi Yao (Harbin) Jiang Na (Harbin) Liu Zhixin (Qiqihar) Lou Yue (Harbin) Qi Xueting (Harbin) Tan Anqi (Harbin) Yu Baiwei (Harbin) Zhang Shuang (Harbin) Cui Shanshan (Harbin) Gao Fujin (Harbin) Huang Haijing (Harbin) Huo Cui (Harbin) Jin Fengling (Harbin) Ma Rui (Harbin) Sun Rui (Harbin) Tang Liang (Harbin) Wang Linuo (Harbin) Zhang Ben (Harbin) Zhang Mengying (Qiqihar) | vrouwen    | 7e        | Groep B: 1-12 Verenigde Staten 1- 2 Finland 1- 2 Rusland Plaatsing 5-8: 0- 6 Zwitserland Plaatsing 7-8: 3- 1 Slowakije |

### Kunstrijden
| Olympiër                | Discipline | Resultaat | Prestatie                                                               |
| ----------------------- | ---------- | --------- | ----------------------------------------------------------------------- |
| Liu Yan                 | vrouwen    | 19e       | 143.47 korte kür: 51.74, vrije kür: 91.73                               |
| Shen Xue Zhao Hongbo    | paren      | Goud      | 216.57 korte kür: 76.66, vrije kür: 139.91                              |
| Pang Qing Tong Jian     | paren      | Zilver    | 213.31 korte kür: 71.50, vrije kür: 141.81                              |
| Zhang Dan Zhang Hao     | paren      | 5e        | 194.34 korte kür: 71.28, vrije kür: 123.06                              |
| Huang Xintong Zheng Xun | ijsdansen  | 19e       | 145.52 verplichte dans: 29.22, originele dans: 45.03, vrije dans: 71.27 |

### Langlaufen
| Olympiër               | Discipline                      | Resultaat | Prestatie                                                     |
| ---------------------- | ------------------------------- | --------- | ------------------------------------------------------------- |
| Sun Qinghai            | sprint individueel klassiek (m) | KF        | kwalificatie: 3.38,52 (+3,95) 12e; kwartfinale-4: 3.43,1 (5e) |
| Xu Wenlong             | 15 km vrije stijl (m)           | 68e       | 37.39,5 (+4.03,2)                                             |
| Sun Qinghai Xu Wenlong | teamsprint (m)                  | HF        | halve finale-1: 19.43,6 (10e)                                 |
|                        |                                 |           |                                                               |
| Li Hongxue             | 10 km vrije stijl (v)           | 35e       | 27.05,7 (+2.07,3)                                             |
| Li Hongxue             | 15 km achtervolging (v)         | 37e       | 43.24,3 (+3.26,2)                                             |
| Li Hongxue             | 30 km klassiek (v)              | 32e       | 1:37.50,4 (+7.16,4)                                           |
| Li Xin                 | 10 km vrije stijl (v)           | 65e       | 29.38,5 (+4.40,1)                                             |
| Man Dandan             | sprint individueel klassiek (v) | kw.       | kwalificatie: 4.08,55 (+30,50) 51e                            |
| Man Dandan Li Hongxue  | teamsprint (v)                  | HF        | halve finale-2: 20.02,7 (9e)                                  |

### Schaatsen
| Olympiër      | Discipline | Resultaat | Prestatie                |
| ------------- | ---------- | --------- | ------------------------ |
| Liu Fangyi    | 500 m (m)  | 28e       | 72,240 (36,193 + 36,047) |
| Yu Fengtong   | 500 m (m)  | 7e        | 70,236 (35,116 + 35,120) |
| Zhang Zhongqi | 500 m (m)  | 10e       | 70,288 (35,175 + 35,113) |
| Wang Nan      | 500 m (m)  | 25e       | 71,843 (35,915 + 35,928) |
| Wang Nan      | 1000 m (m) | 31e       | 1.11,82                  |
| Gao Xuefeng   | 1500 m (m) | 34e       | 1.50,78                  |
| Sun Longjiang | 1500 m (m) | 35e       | 1.51,30                  |
|               |            |           |                          |
| Xing Aihua    | 500 m (v)  | 13e       | 77,641 (38,792 + 38,849) |
| Zhang Shuang  | 500 m (v)  | 7e        | 77,337 (38,530 + 38,807) |
| Jin Peiyu     | 500 m (v)  | 8e        | 77,457 (38,686 + 38,771) |
| Jin Peiyu     | 1000 m (v) | 18e       | 1.17,97                  |
| Wang Beixing  | 500 m (v)  | Brons     | 76,631 (38,487 + 38,144) |
| Wang Beixing  | 1000 m (v) | 24e       | 1.18,30                  |
| Ren Hui       | 1000 m (v) | 33e       | 1.19,18                  |
| Yu Jing       | 1000 m (v) | 32e       | 1.19,13                  |
| Wang Fei      | 1500 m (v) | 20e       | 2.00,65                  |
| Wang Fei      | 3000 m (v) | 22e       | 4.18,42                  |
| Fu Chunyan    | 3000 m (v) | 25e       | 4.20,62                  |

### Shorttrack
| Olympiër                                         | Discipline           | Resultaat | Prestatie                                                                               |
| ------------------------------------------------ | -------------------- | --------- | --------------------------------------------------------------------------------------- |
| Han Jialiang                                     | 500 m (m)            | 10e       | vr8: 41,869 (1e), kf3: 41,443 (3e)                                                      |
| Han Jialiang                                     | 1000 m (m)           | 6e        | vr4: 1.26,479 (1e), kf2: 1.25,856 (2e), hf2: 1.25,462 (4e), B-finale: 1.32,023 (1e)     |
| Liang Wenhao                                     | 500 m (m)            | 31e       | vr5: gediskwalificeerd                                                                  |
| Liang Wenhao                                     | 1000 m (m)           | 10e       | vr6: 1.26,249 (2e), kf4: 1.25,060 (3e)                                                  |
| Liang Wenhao                                     | 1500 m (m)           | 6e        | vr2: 2.16,152 (1e), hf2: 2.15,453 (2e), A-finale: 2.48,192 (6e)                         |
| Liu Xianwei                                      | 1500 m (m)           | 15e       | vr1: 2.14,354 (3e), hf3: 2.14.500 (5e)                                                  |
| Ma Yunfeng                                       | 500 m (m)            | 17e       | vr6: 41,954 (3e)                                                                        |
| Ma Yunfeng                                       | 1000 m (m)           | 25e       | vr1: 1.25,814 (4e)                                                                      |
| Song Weilong                                     | 1500 m (m)           | 33e       | vr4: 2.20,095 (6e)                                                                      |
| Han Jialiang Liu Xianwei Ma Yunfeng Song Weilong | 5000 m aflossing (m) | 4e        | hf2: 6.43,601 (1e), A-finale: 6.44,630 (4e)                                             |
|                                                  |                      |           |                                                                                         |
| Sun Linlin                                       | 1000 m (v)           | 10e       | vr5: 1.30,629 (2e), kf3: 1.30,589 (3e)                                                  |
| Sun Linlin                                       | 1500 m (v)           | 10e       | vr1: 2.24,031 (1e), hf1: 2.24,777 (3e), B-finale: 2.42,960 (2e)                         |
| Wang Meng                                        | 500 m (v)            | Goud      | vr3: 43,926 (1e), kf2: 43,284 (1e), hf2: 42,985 (1e), A-finale: 43,048 (1e)             |
| Wang Meng                                        | 1000 m (v)           | Goud      | vr7: 1.30,958 (1e), kf4: 1.32,267 (1e), hf2: 1.30,736 (2e), A-finale: 1.29,213 (1e)     |
| Wang Meng                                        | 1500 m (v)           | 18e       | vr3: 2.29,199 (1e), hf2: gediskwalificeerd                                              |
| Zhao Nannan                                      | 500 m (v)            | 30e       | vr8: 1.02,132 (4e)                                                                      |
| Zhou Yang                                        | 500 m (v)            | 5e        | vr6: 44,115 (1e), kf3: 44,106 (1e), hf1: 43,992 (3), B-finale: 44,725 (1e)              |
| Zhou Yang                                        | 1000 m (v)           | 8e        | vr8: 1.30,781 (1e), kf2: 1.29,849 (1e), hf1: 1.29,049 (1e), A-finale: gediskwalificeerd |
| Zhou Yang                                        | 1500 m (v)           | Goud      | vr2: 2.24,246 (2e), hf3: 2.21,049 (2e), A-finale: 2.16,993 (1e)                         |
| Sun Linlin Wang Meng Zhang Hui Zhou Yang         | 3000 m aflossing (v) | Goud      | hf2: 4.08,797 (1e), A-finale: 4.06,610 (1e)                                             |

### Snowboarden
| Olympiër     | Discipline   | Resultaat | Prestatie |
| ------------ | ------------ | --------- | --- |
| Shi Wancheng | halfpipe (m) | 35e       | kwalificatie: 19e; 18 ptn (15,8 en 18,0) - uitgeschakeld                                                         |
| Zeng Xiaoye  | halfpipe (m) | 16e       | kwalificatie: 5e; 32,8 ptn (14 en 32,8) halve finale: 32,9 ptn (32,9 en 16,2) - uitgeschakeld                    |
|              |              |           | |
| Cai Xuetong  | halfpipe (v) | 23e       | kwalificatie: 23e; 19,3 ptn (14,1 en 19,3) - uitgeschakeld                                                       |
| Liu Jiayu    | halfpipe (v) | 4e        | kwalificatie: 12e; 33,3 ptn (26,3 en 33,3) halve finale: 41,1 ptn (41,1 en 36,2) finale: 39,3 ptn (39,3 en 34,9) |
| Sun Zhifeng  | halfpipe (v) | 7e        | kwalificatie: 6e; 39,9 ptn (38,2 en 39,9) finale: 33,0 ptn (29,8 en 33,0)                                        |

Albanië · Algerije · Andorra · Argentinië · Armenië · Australië · Azerbeidzjan · België · Bermuda · Bosnië en Herzegovina · Brazilië · Bulgarije · Canada · Chili · China · Chinees Taipei · Colombia · Cyprus · Denemarken · Duitsland · Estland · Ethiopië · Finland · Frankrijk · Georgië · Ghana · Griekenland · Groot-Brittannië · Hongarije · Hongkong · Ierland · IJsland · India · Iran · Israël · Italië · Jamaica · Japan · Kaaimaneilanden · Kazachstan · Kirgizië · Kroatië · Letland · Libanon · Liechtenstein · Litouwen · Macedonië · Marokko · Mexico · Moldavië · Monaco · Mongolië · Montenegro · Nederland · Nepal · Nieuw-Zeeland · Noord-Korea · Noorwegen · Oekraïne · Oezbekistan · Oostenrijk · Pakistan · Peru · Polen · Portugal · Roemenië · Rusland · San Marino · Senegal · Servië · Slovenië · Slowakije · Spanje · Tadzjikistan · Tsjechië · Turkije · Verenigde Staten · Wit-Rusland · Zuid-Afrika · Zuid-Korea · Zweden · Zwitserland